# Red Dwarf
A Red Dwarf angol szituációs komédia (sitcom), amely a sci-fi műfaját parodizálja. A sorozatot Rob Grant és Doug Taylor készítették a BBC Two számára, ahol 1988. február 15-től 1999. április 5-ig futott. 2009 óta a Dave csatorna vetíti. A műsor kultikus státuszba emelkedett hosszú pályafutása alatt. Eddig 12 évada van 73 epizóddal. A címe a vörös törpeként ismert csillagtípust jelenti. Magyarországon a BBC Prime vetítette, feliratozva.

## Cselekmény
A műsor a címadó űrhajón játszódik. A hajó legénysége Dave Lester, a főszereplő, Arnold Rimmer, egy hologram, "The Cat" (A Macska), egy humanoid, aki Lister macskájának ivadéka, Krysten, egy robot, és Holly, a számítógép.  A sorozat fő helyszíne a Red Dwarf űrhajó, de később a kisebb "Starbug" és "Blue Midget" hajók is jelentős szerepet játszanak helyszínként. Ez a két hajó a Red Dwarf kisebb hajói.

## Eredete
A sorozat a BBC Radio 4-on futott "Son of Cliché" című műsorban hallható "Dave Hollins: Space Cadet" című szkeccsekből ered, amelyet Taylor és Grant készítettek.  Ők ketten a Dark Star című film megnézése után döntöttek úgy, hogy televíziós sorozattá változtassák a szkeccseket.

## Franchise
A műsor neve alatt négy regény, egy magazin és több DVD-, illetve VHS-kiadás is megjelent.

## Amerikai verzió
1992-ben egy pilot epizód készült belőle, és eredetileg az NBC sugározta volna. Grant és Taylor nem voltak megelégedve vele, de adni szerettek volna neki még egy esélyt. Új helyszínen és új színészekkel forgatták a második pilot epizódot, de végül semmi nem lett ebből a változatból.